# Kostaryka na Zimowych Igrzyskach Olimpijskich 1988
Kostarykę na Zimowych Igrzyskach Olimpijskich 1988 reprezentowało 2 zawodników: dwóch mężczyzn. Był to trzeci start reprezentacji Kostaryki na zimowych igrzyskach olimpijskich.

## Skład reprezentacji

### Narciarstwo alpejskie
Mężczyźni
| Zawodnik     | Konkurencja   | Wyścig 1 | Wyścig 2 | Łącznie | Łącznie |
| Zawodnik     | Konkurencja   | Czas     | Czas     | Czas    | Miejsce |
| ------------ | ------------- | -------- | -------- | ------- | ------- |
| Julián Muñoz | Slalom gigant | 1:38.71  | 1:41.88  | 3:20.59 | 68      |
| Arturo Kinch | Slalom gigant | 1:26.71  | 1:23.12  | 2:49.83 | 62      |
| Julián Muñoz | Slalom        | 1:30.10  | 1:26.62  | 2:56.72 | 51      |

### Biegi narciarskie
Mężczyźni
| Konkurencja                     | Zawodnik     | Wyścig    | Wyścig  |
| Konkurencja                     | Zawodnik     | Czas      | Miejsce |
| ------------------------------- | ------------ | --------- | ------- |
| Bieg na 15 km stylem klasycznym | Arturo Kinch | 59:37.9   | 82      |
| Bieg na 30 km stylem klasycznym | Arturo Kinch | 2'16:20.2 | 87      |